# Banuve Tabakaucoro
Ratu Banuve Lalabalavu Tabakaucoro (* 4. September 1992 in Suva) ist ein Leichtathlet aus Fidschi, der sich auf den Sprint spezialisiert hat. Er hält die Landesrekorde über 100 und 200 Meter und zählt mit neun Titeln bei Ozeanienmeisterschaften zu den erfolgreichsten Leichtathleten seines Landes.

## Sportliche Laufbahn
Erste Erfahrungen bei internationalen Meisterschaften sammelte Banuve Tabakaucoro im Jahr 2008, als er bei den Commonwealth Youth Games in Pune mit 6,86 m den siebten Platz im Weitsprung belegte und im 100-Meter-Lauf mit 10,91 s im Halbfinale ausschied. Zudem gelangte er mit der fidschianischen 4-mal-100-Meter-Staffel mit 41,79 s auf Rang sieben. Im Jahr darauf erreichte er bei den Jugendweltmeisterschaften in Brixen das Halbfinale über 100 Meter, trat dort aber nicht mehr an. Anschließend gewann er bei den Pazifik-Minispielen in Rarotonga in 10,68 s die Silbermedaille über 100 Meter hinter seinem Landsmann Niko Verekauta und auch über 200 Meter musste er sich in 21,70 s nur Verekauta geschlagen geben. 2010 siegte er in 10,80 s und 21,69 s über 100 und 200 Meter bei den Juniorenozeanienmeisterschaften in Cairns und anschließend siegte er bei den Ozeanienmeisterschaften ebendort in 42,02 s gemeinsam mit Beniamino Maravu, Laisiasa Tuisawau und Epeli Kavarua in der 4-mal-100-Meter-Staffel. Zudem siegte er in 1:35,31 min auch in der Mixed-Staffel über 800 Meter. Im Jahr darauf gelangte er bei der Sommer-Universiade in Shenzhen über 100 und 200 Meter bis ins Viertelfinale und schied dort mit 10,49 s und 21,26 s aus. Anschließend siegte er in 10,52 s bei den Pazifikspielen in Nouméa über 100 Meter sowie in 21,18 s auch im 200-Meter-Lauf sowie in 41,25 s in der 4-mal-100-Meter-Staffel.
2013 siegte er bei den Ozeanienmeisterschaften in Papeete in 10,65 s über 100 Meter sowie in 21,08 s auch über 200 Meter. Zudem sicherte er sich in der Mixed-Sprintstaffel in 1:38,95 min die Silbermedaille hinter dem Team aus Neuseeland. Anschließend erreichte er bei den Weltmeisterschaften in Moskau jeweils die Hauptrunde über 100 und 200 Meter und schied dort mit 10,53 s und 21,27 s aus. Im September siegte er bei den Pazifik-Minispielen in Mata Utu in 10,33 s und 21,13 s in beiden Einzelbewerben sowie in 3:15,38 min auch in der 4-mal-400-Meter-Staffel. Im Jahr darauf verteidigte er bei den Ozeanienmeisterschaften in Rarotonga in 10,30 s seinen Titel über 100 Meter und siegte in 41,61 s gemeinsam mit Eugene Vollmer, Apolosi Ratumudu und Lepani Naivalu auch in der 4-mal-100-Meter-Staffel und sicherte sich in der 4-mal-400-Meter-Staffel in 3:19,13 min gemeinsam mit Epeli Batisila, Apolosi Ratumudu und Batinisavu Uluiyata die Silbermedaille hinter dem Team aus Papua-Neuguinea. Anschließend schied er bei den Commonwealth Games in Glasgow mit 10,51 s in der ersten Runde über 100 Meter aus und erreichte im 200-Meter-Lauf das Halbfinale, in dem er disqualifiziert wurde. 2015 siegte er bei den Ozeanienmeisterschaften in Cairns in 10,22 s zum dritten Mal in Folge über 100 Meter und gewann in 20,68 s die Silbermedaille über 200 Meter hinter dem Samoaner Jeremy Dodson. Zudem siegte er in 40,98 s gemeinsam mit Waisale Dausoko, Vilisoni Rarasea und Uluiyata Batinisavu in der 4-mal-100-Meter-Staffel und gewann mit der 4-mal-400-Meter-Staffel in 3:22,16 min gemeinsam mit Shane Tuvusa, Poasa Satoqi und Uluiyata Batinisavu die Silbermedaille hinter Australien. Anschließend siegte er in 10,55 s und 20,53 s über 100 und 200 Meter bei den Pazifik-Minispielen in Port Moresby, ehe er bei den Weltmeisterschaften in Peking mit 10,41 s im Vorlauf aus.
Nachdem er 2017 und 2018 keine Wettkämpfe bestritten hatte, gewann er 2019 bei den Ozeanienmeisterschaften in Townsville in 21,15 s die Silbermedaille über 200 Meter hinter dem Samoaner Jeremy Dodson und wurde über 100 Meter im Finale disqualifiziert. Im Juli siegte er in 10,31 s und 20,87 s bei den Pazifikspielen in Apia und siegte dort in 40,18 s auch in der 4-mal-100-Meter-Staffel. Ende September startete er über 100 Meter bei den Weltmeisterschaften in Doha und schied dort mit 10,56 s im Vorlauf aus. 2021 nahm er dank einer Wildcard an den Olympischen Sommerspielen in Tokio teil und kam dort mit 10,70 s nicht die Vorrunde hinaus. Im Jahr darauf belegte er bei den Ozeanienmeisterschaften in Mackay in 10,56 s den sechsten Platz über 100 Meter und gelangte im 200-Meter-Lauf mit 21,37 s auf Rang vier. Zudem siegte er mit der 4-mal-100-Meter-Staffel in 41,64 s gemeinsam mit Waisale Inoke, Meli Ramuakalou und Nikola Raiqeu und gewann in der 4-mal-400-Meter-Staffel in 3:19,12 min gemeinsam mit Nikola Raiqeu, Kameli Sauduadua und Meli Ramuakalou die Bronzemedaille hinter den Teams aus Australien und Papua-Neuguinea. Anschließend siegte er in 10,56 s und 21,11 s über 100 und 200 Meter bei den Pazifik-Minispielen auf Saipan und gewann dort in den Staffelbewerben in 41,17 s die Goldmedaille sowie in 3:24,44 min Silber. Mitte Juli wurde er bei den Weltmeisterschaften in Eugene in der ersten Runde disqualifiziert und anschließend kam er bei den Commonwealth Games in Birmingham mit 10,64 s nicht über die Vorrunde hinaus.

## Persönliche Bestleistungen
- 100 Meter: 10,20 s (+1,2 m/s), 8. Juli 2016 in Suva (fidschianischer Rekord)
- 200 Meter: 20,53 s (−1,5 m/s), 17. Juli 2015 in Port Moresby (fidschianischer Rekord)